# La Famille Asada
Pour plus de détails, voir Fiche technique et Distribution.
La Famille Asada (浅田家!, Asada-ke!) est un film japonais réalisé par Ryōta Nakano (ja), sorti en 2020.
Le scénario s'inspire de la vraie vie du photographe Masashi Asada (né en 1979 à Mie) et des albums qu'il a édités.

## Synopsis
Dans la famille Asada, on assiste à la cérémonie funéraire du père, où se trouvent réunis sa femme et ses deux fils, l'aîné nous entraîne dans un flash back expliquant que son jeune frère Masashi les a exposés plus qu'ils n'auraient voulu au regard de tous, pour l'amour de la photo.
Masashi a été initié jeune à la photo par son père qui lui a offert son appareil.
Le père de famille s'occupe de la maison alors que sa femme poursuit sa vocation en menant sa carrière d'infirmière.
Le premier modèle pour ses photos est une camarade d'école dont il est très proche.
Alors qu’il termine ses études de photographie, sans vraiment s'y engager, le professeur de l'école qu'il ne fréquente pas assidûment, lui demande afin d'obtenir son diplôme, de réaliser une photo comme si c'était la dernière de sa vie.
Masashi inquiéte sa famille car diplôme obtenu il ne s'engage en rien dans la vie et préfère faire semblant de pêcher. Alors que le temps passe son père l'interroge sur qui il voudrait être, Masashi lui retourne la question.
Le jeune Masashi se lance un défi : prendre des portraits de sa famille au complet afin de réaliser les désirs de leur vie jusqu'alors inassouvis. Son père aurait voulu être pompier, son frère pilote de Formule 1 et sa mère épouser un yakuza : le temps d’une photo, un rêve se réalise ! Pris au jeu il les photographie dans les situations les plus improbables.
Plus tard, il rejoint à Tokyo son amour d'enfance et essaie de vendre son album de photos décalées.
Encore plus tard, alors que le tsunami de 2011 a ravagé une partie de la côté Est du Japon, il rejoint un bénévole qui s'est donné pour mission de retrouver des photos dans les vestiges et de permettre aux survivants de retrouver celles qui leur appartiennent.

## Fiche technique
- Titre original : 浅田家! (Asada-ke!?)
- Titre français : La Famille Asada[1],[2]
- Réalisation : Ryōta Nakano (ja)
- Scénario : Ryōta Nakano et Tomoe Kanno (ja)
- Musique : Takashi Watanabe
- Décors : Michitoshi Kurokawa
- Photographie : Hironori Yamasaki
- Montage : Sōichi Ueno (ja)
- Société de distribution : Art House Films (France)
- Pays de production :  Japon
- Langue originale : japonais
- Format : couleur — 2,35:1
- Genre : comédie dramatique
- Durée : 127 minutes
- Dates de sortie :
  - Japon : 2 octobre 2020[3]
  - France : 8 janvier 2022 (Les Saisons Hanabi) ; 25 janvier 2023 (sortie nationale)

## Distribution
- Kazunari Ninomiya : Masashi Asada
- Satoshi Tsumabuki (VF : Aurélien Raynal) : Yukihiro Asada, le grand frère
- Haru Kuroki (VF : Elia-Carmine Robbe) : Wakana Kawakami
- Masaki Suda : Yōsuke Ono
- Jun Fubuki: Junko Asada, la mère
- Mitsuru Hirata : Akira Asada, le père
- Makiko Watanabe
- Yukiya Kitamura (VF : François Hatt) : Kenzō Shibukawa
- Maho Nonami
- Tarō Suruga
- Nobue Iketani
- Ryūto Iwata : Masashi Asada jeune
- Tsubasa Nakagawa : Yukihiro Asada jeune

## Distinctions
Sauf indication contraire, les informations mentionnées dans cette section peuvent être confirmées par la base de données cinématographiques IMDb,  présente dans la section « Liens externes ».

### Récompenses
- Festival international du film de Varsovie 2020 : NETPAC Award[4]
- Japan Academy Prize 2021 : prix de la meilleure actrice dans un second rôle pour Haru Kuroki[5]
- Festival du cinéma japonais contemporain Kinotayo 2022 : Soleil d'or du public[6]

### Nominations
- Japan Academy Prize 2021 : prix du meilleur film, du meilleur réalisateur pour Ryōta Nakano (ja), du meilleur scénario pour Ryōta Nakano et Tomoe Kanno (ja), du meilleur acteur pour Kazunari Ninomiya, du meilleur acteur dans un second rôle pour Satoshi Tsumabuki, des meilleurs décors pour Michitoshi Kurokawa et du meilleur montage pour Sōichi Ueno (ja)[5]